# Ballads in Love 〜The greatest love songs of DEEN〜
『Ballads in Love 〜The greatest love songs of DEEN〜』(バラッズ・イン・ラヴ 〜ザ・グレイテスト・ラヴ・ソングス・オブ・ディーン〜)は日本のロックバンドDEENのセルフカバー・アルバム。Epic Records Japanより発売。

## 解説
ジャケット写真は、2001年発売のバラード・ベスト・アルバム『Ballads in Blue〜The greatest hits of DEEN〜』のジャケットを踏襲したものとなっている。
楽曲自体はファン投票によるものとなっており、デビューから2012年までに発表されたシングル、アルバムから選ばれた楽曲を全てボーカルと、ピアノ、ストリングスのみのアレンジで新録音している。
通常盤、完全生産限定盤（ファンクラブ限定盤）はそれぞれ形態毎に異なるボーナストラックがライヴ音源として収録され、初回生産限定盤に収録されるスペシャルCDは、デビュー以来数々の作品で共演したミュージシャンが参加している。

## 収録曲

### Disc.1
- 全編曲：侑音 (特記を除く)

1. MY LOVE ～Introduction～
編曲：山根公路
2. 夢であるように
作詞：池森秀一 / 作曲：DEEN
13thシングル
3. もう泣かないで
作詞：池森秀一・川島だりあ / 作曲：山根公路
41stシングル
4. このまま君だけを奪い去りたい
作詞:上杉昇 / 作曲:織田哲郎
1stシングル
5. 君がいない夏
作詞・作曲：小松未歩
12thシングル
6. 君の心に帰りたい
作詞：池森秀一 / 作曲：山根公路
2ndアルバム『I wish』収録曲
7. Celebrate
作詞：池森秀一 / 作曲：山根公路
35thシングル
8. 星の雫
作詞：池森秀一 / 作曲：山根公路
6thアルバム『UTOPIA』収録曲
9. 心から君が好き 〜マリアージュ〜
作詞：樹林伸・池森秀一 / 作曲：田川伸治
39thシングル
10. Blue eyes
作詞：池森秀一 / 作曲：山根公路
バラード・ベスト・アルバム『Ballads in Blue〜The greatest hits of DEEN〜』収録曲
11. MY LOVE
作詞:池森秀一 / 作曲:山根公路 & 宇津本直紀
19thシングル
12. 五番街のセレナーデ Billboard Live TOKYO 20190727
作詞：池森秀一 / 作曲：山根公路 / 編曲：篠崎裕
18thアルバム『NEWJORNEY』収録曲のライヴ音源
ボーナストラック。通常盤のみの収録
13. i... Billboard Live TOKYO 20190727
作詞:池森秀一　作曲:土田則之　編曲:DEEN・大平勉
8thアルバム『pray』収録曲のライヴ音源
ボーナストラック。完全生産限定盤(ファンクラブ限定盤)のみの収録

### Disc.2 (初回限定生産盤のみ)
1. 夢であるように featuring 佐々木史郎
2. もう泣かないで featuring 勝田一樹
3. このまま君だけを奪い去りたい featuring ダイスケ
4. 君がいない夏 featuring 名渡山遼
5. 君の心に帰りたい featuring 下川美帆
6. Celebrate featuring 佐々木史郎
7. 星の雫 featuring 勝田一樹
8. 心から君が好き ～マリアージュ～ featuring 浜崎香帆
9. Blue eyes featuring 侑音
10. MY LOVE featuring ダイスケ